# Gesellschaft für Sport und Technik

Embleem van de GST

De Gesellschaft für Sport und Technik (GST) was een paramilitaire jeugdorganisatie in de DDR. De GST was een jeugdorganisatie die voor iedereen die in zijn/haar vrije tijd technische en sportgerichte interesse had. Ieder lid werd gevraagd zijn/haar technische middelen zoals motoren, vliegtuigen en radio-installaties in te zetten en zich met sport en de daarbij horende wedstrijden bezig te houden, zoals schietwedstrijden en motorraces. De GST droeg ook bij aan de militarisering van de leden. Zo werkte ze samen met de NVA en kregen de leden militaire discipline aangeleerd.
Vanaf 1978 kende de DDR in het 9e en het 10e schooljaar een verplichte Vormilitärische Ausbildung, waarmee kinderen voorbereid werden op hun latere dienstplicht. Deze lessen werden verzorgd door de NVA en de GST.
De Gesellschaft für Sport und Technik werd op 7 augustus 1952 opgericht, en in de lente van 1990 opgeheven.
De GST bracht maandelijks haar 32 bladzijden tellende tijdschrift genaamd S+T (Sport und Technik) uit.